# Liste des résolutions du Conseil de sécurité des Nations unies adoptées en 2020
Les résolutions du Conseil de sécurité des Nations unies sont les décisions qui sont votées par le Conseil de sécurité des Nations unies.
Une telle résolution est acceptée si au moins neuf des quinze membres (depuis le 17 décembre 1963, 11 membres avant cette date) votent en sa faveur et si aucun des membres permanents qui sont la Chine, les États-Unis, la France, le Royaume-Uni et la Russie n'émet de vote contre (qui est désigné couramment comme un veto).

## Résolutions 2504 à 2509
- Résolution 2504 :  La situation au Moyen-Orient (adoptée le 10 janvier 2020)
- Résolution 2505 : La situation au Moyen-Orient (adoptée le 13 janvier 2020)
- Résolution 2506 : La situation à Chypre (adoptée le 30 janvier 2020)
- Résolution 2507 : la situation en République centrafricaine (adoptée le 31 janvier 2020)
- Résolution 2508 : Rapports du Secrétaire général sur le Soudan et le Soudan du Sud (adoptée le 11 février 2020)
- Résolution 2509 : La situation en Libye (adoptée le 11 février 2019)

## Résolutions 2510 à 2519
- Résolution 2510 : La situation en Libye (adoptée le 12 février 2020)
- Résolution 2511 : La situation au Moyen-Orient (adoptée le 25 février 2020)
- Résolution 2512 : La situation en Guinée-Bissau (adoptée le 28 février 2020)
- Résolution 2513 : La situation en Afghanistan (adoptée le 10 mars 2020)
- Résolution 2514 : Rapports du Secrétaire général sur le Soudan et le Soudan du Sud (adoptée le 12 mars 2020)
- Résolution 2515 : Non-prolifération en Corée du Nord (adoptée le 30 mars 2020)
- Résolution 2516 : La situation en Somalie (adoptée le 30 mars 2020)
- Résolution 2517 : Rapports du Secrétaire général sur le Soudan et le Soudan du Sud (adoptée le 30 mars 2020)
- Résolution 2518 : Opérations de maintien de la paix des Nations unies (adoptée le 30 mars 2020)
- Résolution 2519 : Rapports du Secrétaire général sur le Soudan et le Soudan du Sud (adoptée le 14 mai 2020)

## Résolutions 2520 à 2529
- Résolution 2520 : La situation en Somalie (adoptée le 29 mai 2020)
- Résolution 2521 : Rapports du Secrétaire général sur le Soudan et le Soudan du Sud (adoptée le 29 mai 2020)
- Résolution 2522 : La situation de l'Irak (adoptée le 29 mai 2020)
- Résolution 2523 : Rapports du Secrétaire général sur le Soudan et le Soudan du Sud (adoptée le 29 mai 2020)
- Résolution 2524 : Rapports du Secrétaire général sur le Soudan et le Soudan du Sud (adoptée le 4 juin 2020)
- Résolution 2525 : Rapports du Secrétaire général sur le Soudan et le Soudan du Sud (adoptée le 4 juin 2020)
- Résolution 2526 : La situation en Libye (adoptée le 5 juin 2020)
- Résolution 2527 : La situation en Somalie (adoptée le 22 juin 2020)
- Résolution 2528 : La situation en République Démocratique du Congo (adoptée le 25 juin 2020)
- Résolution 2529 : Mécanisme international appelé à exercer les fonctions résiduelles des tribunaux pénaux (adoptée le 25 juin 2020)

## Résolutions 2530 à 2539
- Résolution 2530 : La situation au Moyen-Orient (adoptée le 29 juin 2020)
- Résolution 2531 : La situation au Mali (adoptée le 29 juin 2020)
- Résolution 2532 : Maintien de la paix et de la sécurité internationales (adoptée le 1er juillet 2020)
- Résolution 2533 : La situation au Moyen-Orient (adoptée le 11 juillet 2020)
- Résolution 2534 : La situation au Moyen-Orient (adoptée le 14 juillet 2020)
- Résolution 2535 : Maintien de la paix et de la sécurité internationales (adoptée le 14 juillet 2020)
- Résolution 2536 : La situation en République centrafricaine (adoptée le 28 juillet 2020)
- Résolution 2537 : La situation à Chypre (adoptée le 28 juillet 2020)
- Résolution 2538 : Opérations de maintien de la paix des Nations unies (adoptée le 28 août 2020)
- Résolution 2539 : La situation au Moyen-Orient (adoptée le 28 août 2020)

## Résolutions 2540 à 2549
- Résolution 2540 : La situation en Somalie (adoptée le 28 août 2020)
- Résolution 2541 : La situation au Mali (adoptée le 31 août 2020)
- Résolution 2542 : La situation en Libye (adoptée le 15 septembre 2020)
- Résolution 2543 : La situation en Afghanistan (adoptée le 15 septembre 2020)
- Résolution 2544 : UNITAD (adoptée le 18 septembre 2020)
- Résolution 2545 : Lettre de la Colombie auprès de l'ONU (adoptée le 25 septembre 2020)
- Résolution 2546 : Maintien de la paix et de la sécurité internationales (adoptée le 2 octobre 2020)
- Résolution 2547 : La situation à Haïti (adoptée le 15 octobre 2020)
- Résolution 2548 : La situation concernant le Sahara occidental. Lettre du Président du Conseil sur le résultat du vote (S/2020/1063) et les détails du vote (S/2020/1075) (adoptée le 30 octobre 2020)
- Résolution 2549 : La situation en Bosnie-Herzégovine. Lettre du Président du Conseil sur le résultat du vote (S/2020/1085) et les détails du vote (S/2020/1087) (adoptée le 5 novembre 2020)

## Résolutions 2550 à 2559
- Résolution 2550 : Rapports du Secrétaire général sur le Soudan et le Soudan du Sud (adoptée le 12 novembre 2020)
- Résolution 2551 : La situation en Somalie (adoptée le 12 novembre 2020)
- Résolution 2552 : La situation en République centrafricaine (adoptée le 12 novembre 2020)
- Résolution 2553 : Maintien de la paix et de la sécurité internationales. Lettre du Président du Conseil sur le résultat du vote (S/2020/1166) et les détails du vote (S/2020/1167) (adoptée le 12 novembre 2020).
- Résolution 2554 : La situation en Somalie. Lettre du Président du Conseil sur le résultat du vote (S/2020/1170) et les détails du vote (S/2020/1173) (adoptée le 4 décembre 2020)
- Résolution 2555 :  La situation au Moyen-Orient. Lettre du Président du Conseil sur le résultat du vote (S/2020/1252) et les détails du vote (S/2020/1263)(adoptée le 18 décembre 2020)
- Résolution 2556 : La situation concernant la République Démocratique du Congo. Lettre du Président du Conseil sur le résultat du vote (S/2020/1253) et les détails du vote (S/2020/1265)(adoptée le 18 décembre 2020)
- Résolution 2557 : Menaces contre la paix et la sécurité internationales résultant d’actes de terrorisme. Lettre du Président du Conseil sur le résultat du vote (S/2020/1254) et les détails du vote (S/2020/1266) (adoptée le 18 décembre 2020)
- Résolution 2558 : Consolidation et pérennisation de la paix. Lettre du Président du Conseil sur le résultat du vote (S/2020/1269) et les détails du vote (S/2020/1273) (adoptée le 21 décembre 2020)
- Résolution 2559 :  Rapports du Secrétaire général sur le Soudan et le Soudan du Sud. Lettre du Président du Conseil sur le résultat du vote (S/2020/1276) et les détails du vote (S/2020/1280) (adoptée le 22 décembre 2020)

## Résolution 2560
- Résolution 2560 :  Menaces contre la paix et la sécurité internationales résultant d’actes de terrorisme. Lettre du Président du Conseil sur le résultat du vote (S/2020/1305) et les détails du vote (S/2020/1311) (adoptée le 29 décembre 2020)